# Marne, Iowa
Marne är en ort i Cass County i Iowa. Vid 2010 års folkräkning hade Marne 120 invånare.